# Jüdische Gemeinde Markelsheim
Die jüdische Gemeinde in Markelsheim, einem Stadtteil von Bad Mergentheim im Main-Tauber-Kreis in Baden-Württemberg, entstand im 16./17. Jahrhundert und existierte bis zur Zeit des Nationalsozialismus.

## Geschichte

### Jüdische Gemeinde
In Markelsheim bestand eine jüdische Gemeinde ab dem 16./17. Jahrhundert bis um 1938. Im Jahre 1590 wurden erstmals Juden am Ort genannt. Bis 1900 war die Markelsheimer Gemeinde eine Filialgemeinde der jüdischen Gemeinde Igersheim, nach 1900 war es umgekehrt, als die Igersheimer Gemeinde aufgelöst wurde. Die jüdische Gemeinde Markelsheim besaß die Synagoge Markelsheim, eine jüdische Schule und ein rituelles Bad. Ein eigener Religionslehrer war angestellt, der zugleich als Vorbeter und Schochet tätig war. Nach 1927 unterrichtete ein Religionslehrer der jüdischen Gemeinde Edelfingen die nur noch wenigen jüdischen Kinder in Markelsheim. Die Markelsheimer Gemeinde war dem Bezirksrabbinat Mergentheim zugeteilt. Auf dem jüdischen Friedhof Unterbalbach wurden die Toten der Gemeinde bestattet. 1933 lebten noch 20 jüdische Personen in Markelsheim. Beim Novemberpogrom 1938 kam es in einer jüdischen Wohnung in Markelsheim zu Verwüstungen durch Jugendliche. Kleider und Gebrauchsgegenstände wurden in den Dorfbach geworfen. In der Folge wurden in Markelsheim mehrere jüdische Männer verhaftet und ins KZ Dachau verschleppt. 1939 zählte man noch neun jüdische Einwohner am Ort. Die letzten fünf jüdischen Einwohner aus Markelsheim wurden im August 1942 in das Ghetto Theresienstadt deportiert.

### Opfer des Holocaust
Von den jüdischen Personen, die in Markelsheim geboren wurden oder längere Zeit im Ort wohnten, kamen in der Zeit des Nationalsozialismus die folgenden Personen beim Holocaust nachweislich ums Leben: Sophie Elkan geb. Hahn (1852), Martha Schlossberger geb. Strauß (1904), David Strauß (1871), Jacob Strauß (1901), Julius Strauß (1873), Julius Strauß (1875), Lora (Lienora) Strauß geb. Elkan (1879), Mathilde Strauß (1884), Ruth Strauß (1909) und Sigmund Strauß (1882).
Der in Markelsheim geborene Professor Abraham Arthur Adler (1887) und seine Frau Brunhilde (1901), geborene Levi, starben 1942 im KZ Auschwitz.